# InSight
InSight és un mòdul de descens robòtic a Mart fabricat en la dècada de 2010 que inicialment estava previst per al seu llançament el març de 2016. El nom és un retroacrònim d'Interior Exploration using Seismic Investigations, Geodesy and Heat Transport. La nau va aterrar a Mart a les 19:52:59 UTC del 26 de novembre de 2018.
A causa d'un error de l'instrument SEIS abans del llançament, la NASA va anunciar el desembre de 2015 que la missió s'havia posposat, i el llançament de març de 2016 va ser reprogramat pel 5 de maig de 2018. L'objectiu de la missió és col·locar un mòdul de descens estacionari equipat amb un sismògraf i una sonda transmissora tèrmica a la superfície de Mart per estudiar la seva evolució geològica primerenca. Això suposaria una nova comprensió dels planetes terrestre del sistema solar — Mercuri, Venus, la Terra, Mart — i la Lluna. En reutilitzar la tecnologia del mòdul Phoenix, que va aconseguir aterrar a Mart el 2008, amb l'objectiu de reduir el cost i el risc.
Després d'un error persistent del buit en l'instrument científic principal, es va perdre la finestra de llançament, i la nau espacial InSight va ser enviat de nou a la fàbrica de Lockheed Martin a Colorado. Les autoritats de la NASA van decidir al març de 2016 gastar una estimació $150 milions per retardar el llançament de InSight al maig de 2018. Finalment l'aterrador es va llençar el 5 de maig de 2018 i la data prevista d'arribada a Mart es el 26 de novembre del mateix any.
La missió també incloïa dos microsatèl·lits anomenats Mars Cube One (MarCO) també camí de Mart amb l'objectiu de provar noves tècniques miniaturitzades de telecomunicacions i navegació.

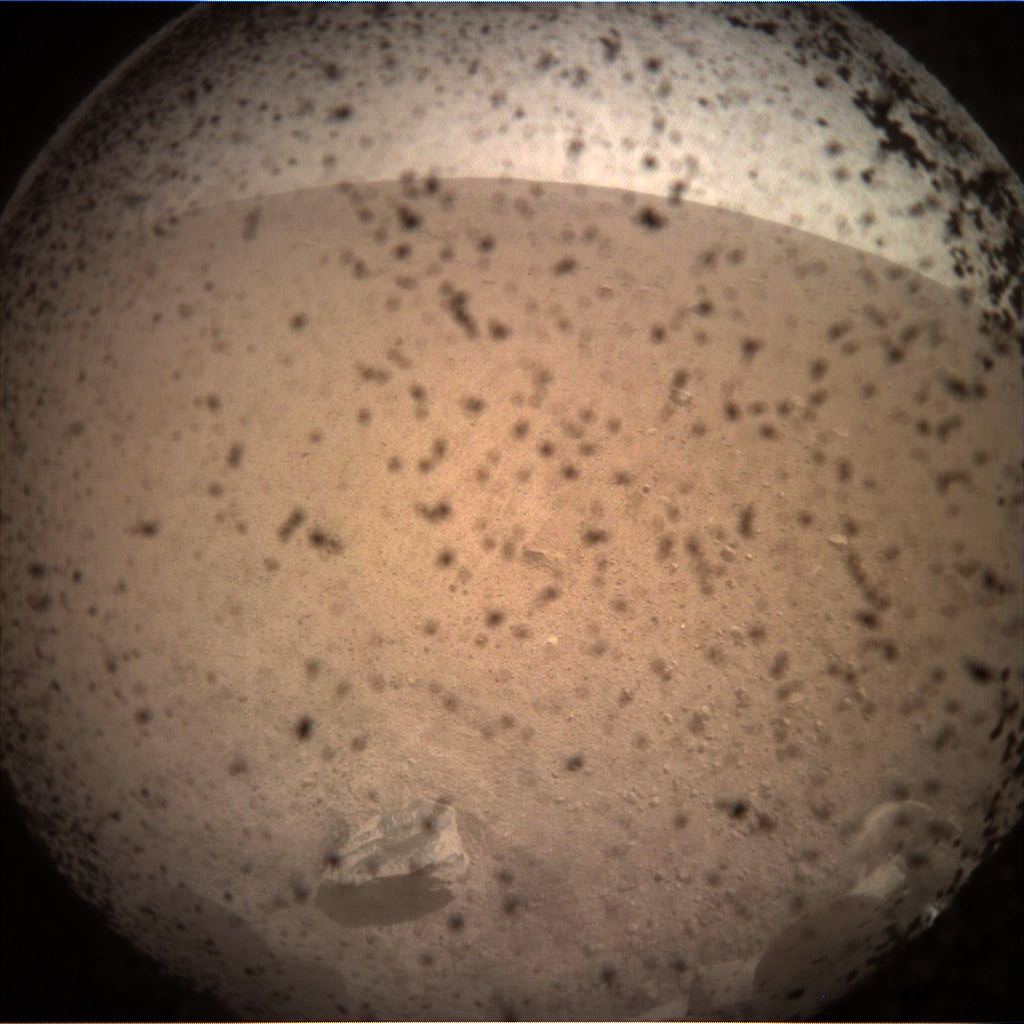
Primera llum un cop aterrat a Mart de la Instrument Context Camera (ICC)
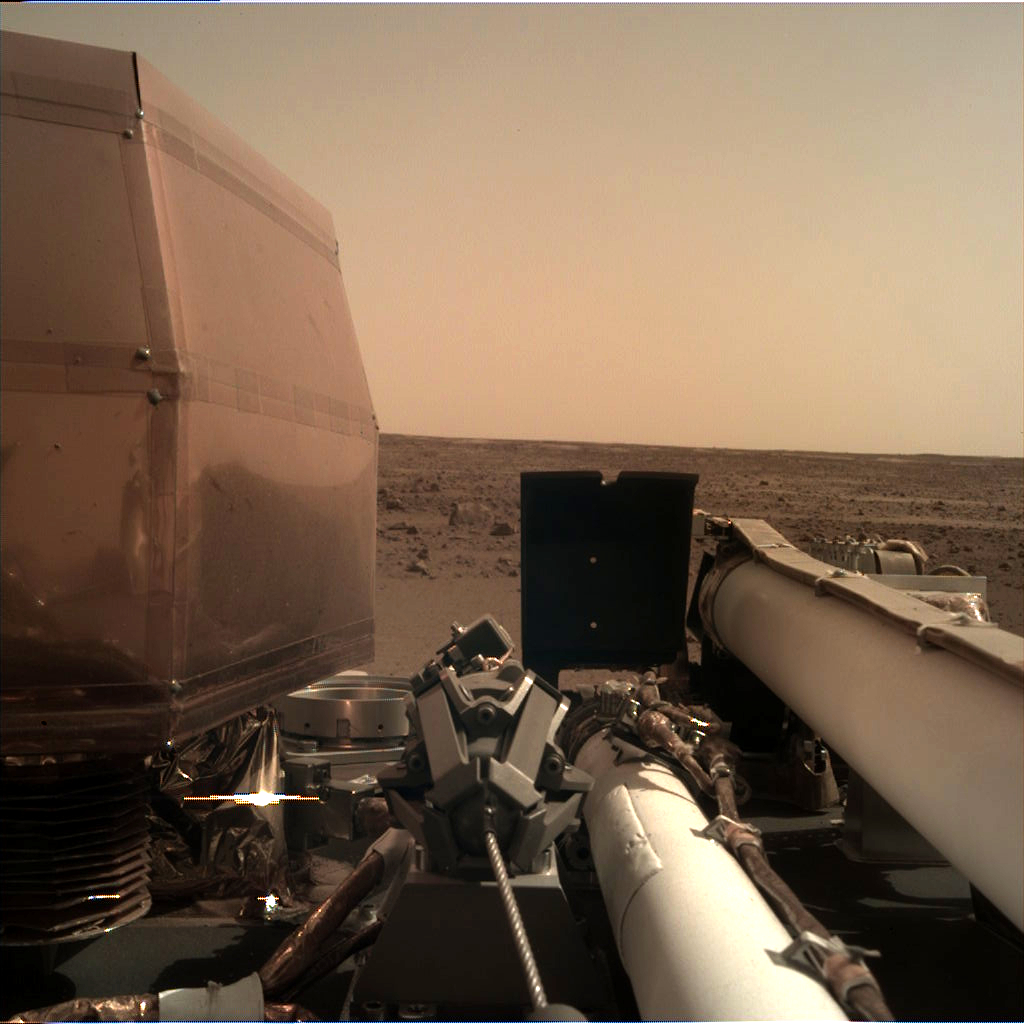
Primera llum un cop aterrat a Mart de la Instrument Deployment Camera (IDC)

## Experiments

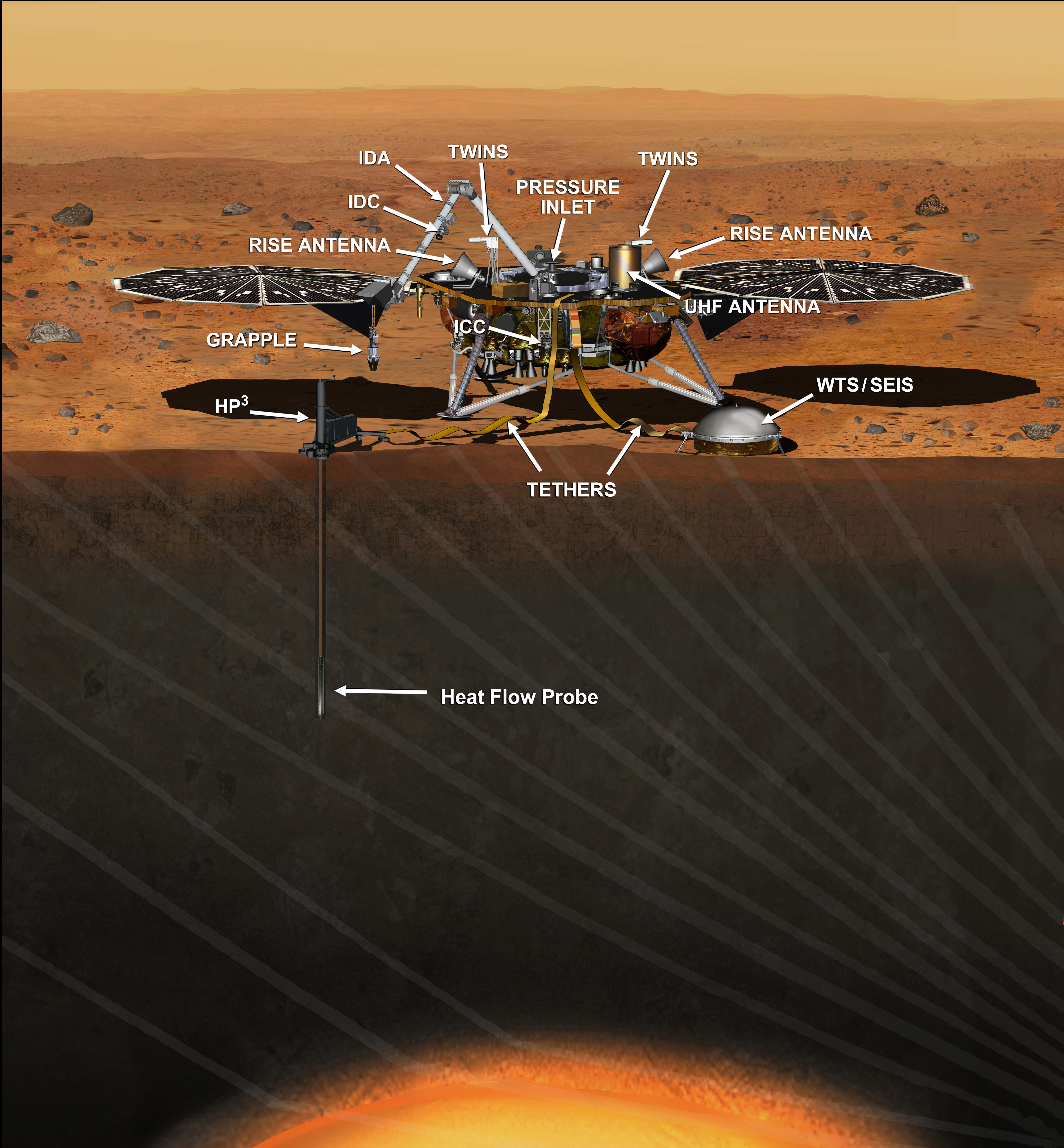
InSight amb els seus instruments científics

La massa dels experiments que porta el mòdul de descens és de 50 kg, incloent-hi els experiments, els seus sistemes de suport, càmeres el sistema d'instal·lació d'instruments i un retroreflector làser. La càrrega científica conté els següents dispositius:
- El Seismic Experiment for Interior Structure (SEIS) prendrà mesures molt precises de sismes i altra mena d'activitat interna del planeta per entendre millor la seva història i estructura. També investigarà com l'escorça i el mantell responen a l'impacte de meteorits.[9] També servirà per mesurar pertorbacions atmosfèriques i forces de marea de les llunes de Mart. Aquest dispositiu va ser desenvolupat per l'agència espacial francesa (CNES) amb participació de diversos centres i universitats europees.[10] Aquest instrument va ser el causant de l'ajornament del llançament al detectar-s'hi un problema de pèrdua del buit que no es va poder corregir a temps.[11]
- El Heat Flow and Physical Properties Package (HP3) és una sonda per mesurar el flux de calor.[12] Està format per una sonda de percussió que penetrarà 5 metres sota la superfície amb un seguit de sensors de temperatura per mesurar com el calor flueix des del nucli planetari i proporcionarà informació de l'interior del planeta i com ha evolucionat en el temps.[12] La sonda conté sensors de temperatura cada 10 cm per obtenir un perfil de temperatura del subsòl. L'aparell va ser desenvolupat per l'Agència Espacial Alemanya (DLR) i part de la maquinària de penetració per una empresa polonesa.
- El Rotation and Interior Structure Experiment (RISE) és un experiment de ràdio que usarà les antenes de ràdio en banda X de la nau per fer mesures precises de la rotació planetària i entendre millor l'interior de Mart. El seguiment amb aquesta tècnica pot donar precisió de menys de 2 centímetres i ja es va utilitzar a les sondes Viking i Mars Pathfinder. Amb les dades d'aquestes sondes antigues es va poder estimar la mida del nucli del planeta i amb les noves dades que s'obtindran es podrà obtenir la nutació del mateix.[12] Amb aquestes dades es podrà calcular la mida i densitat del nucli i del mantell de Mart i això augmentarà el coneixement i comprensió de la formació de planetes terrestres com la Terra i d'altres exoplanetes.
- InSight FluxGate (IFG) és un magnetòmetre per mesurar el camp magnètic del planeta i la seva ionosfera. Està desenvolupat per la Universitat de Califòrnia a Los Angeles.[13][14]
- Temperature and Winds for InSight (TWINS) és una estació meteorològica que reportarà les condicions atmosfèriques de l'entorn de la sonda. Aquest aparell està proporcionat pel Centro de Astrobiologia del CSIC.[14]
- Laser RetroReflector for InSight (LaRRI) és un reflectòmetre làser situat a la part superior de la sonda. Permetrà que diferents satèl·lits usin telemetria làser inclús quan la sonda ja s'hagi retirat d'ús. També serà un dels nodes de la prevista futura xarxa geodèsica marciana. Un dispositiu similar anava al mòdul de descens Schiaparelli.[15]
- Instrument Deployment Arm (IDA) és un braç robòtic de 2,4 metres que instal·larà els experiments SEIS i HP3 a la superfície marciana.[12]
- Instrument Deployment Camera (IDC) és una càmera en color basada en les càmeres de navegació (navcam) dels rovers MER (Spirit i Opportunity), MSL (Curiosity). Està muntada al braç robòtic IDA i proporcionarà imatges dels instruments a la coberta de l'aterrador i panoràmiques estereoscòpiques del terreny circumdant. Té un angle de visió de 45 graus i té un sensor CCD de 1024 x 1024 píxels. Originalment era una càmera en blanc i negre però finalment es va reemplaçar per una en color.[16][17]
- Instrument Context Camera (ICC) és una càmera en color basada en la hazcam dels rovers MER i MSL. Està situada sota la coberta principal de l'aterrador i amb el seu angle de visió de 120 graus donarà una visió complementària de l'àrea d'instrumentació. Té la mateixa resolució que la càmera IDC.[17]

## Mapa interactiu de Mart
El següent mapa d'imatge del planeta Mart conté enllaços interns a característiques geogràfiques destacant les ubicacions de Rovers i mòduls de descens. Feu clic en les característiques i us enllaçarà a les pàgines dels articles corresponents. El nord està a la part superior; les elevacions: vermell (més alt), groc (zero), blau (més baix).